# Cruelty free
Cruelty Free är en etikett för produkter med syftet att informera om att produkten inte har testats på djur och att de är veganska. Etiketteringen fokuserar främst på kosmetiska produkter, hygien och hushåll. Etiketteringen utfärdas av Cruelty Free International med syftet är att få ett avslut på djurförsök. Begreppet användes första gången 1959 för företag som skapade syntetiska pälsar. En kritik som riktats mot etiketteringen är att det finns snarlika märkningar och att det därtill kan uppstå otydliga juridiska distinktioner vid användning av begreppet.